# Asyndetus bredini
Asyndetus bredini är en tvåvingeart som beskrevs av Robinson 1975. Asyndetus bredini ingår i släktet Asyndetus och familjen styltflugor.
Artens utbredningsområde är Dominica. Inga underarter finns listade i Catalogue of Life.